# Roseau
Roseau (Wozeau en Criollo; pronunciado "Ro-zó") es la capital de Dominica y su ciudad más antigua e importante. Según el censo de 2007 tiene una población de 16.582 habitantes.

## Historia
La ciudad de Roseau fue construida sobre un antiguo asentamiento caribal llamado Saïri. Pese a que la isla fue descubierta por Cristóbal Colón el 3 de noviembre de 1493, los primeros europeos en lograr colonizar la isla fueron los franceses. En el siglo XVII arribaron a la zona leñadores franceses que rebautizaron el lugar con el nombre de Roseau debido al gran número de cañas que había en las orillas del río, también llamado Roseau. La nueva colonia logró tener su propia iglesia en 1730, lo que hoy es la catedral católica. Los británicos tomaron por la fuerza la ciudad en 1761.
En 1768 la capital de Dominica fue trasladada de Porstmouth a Roseau. El ingeniero británico encargado de llevar a cabo el traslado y de convertir a Roseau en la nueva capital, Nathaniel Minshall, diseñó la nueva ciudad tomando como centro de la misma la calle High Street y la iglesia anglicana en lo que entonces se llamaba Church Savannah, hoy en día Newtown Savannah. La ciudad estaba defendida por el cuerpo de los Old Roseau Boys School con su base en la playa. Como última medida para romper con el pasado francés se cambió el nombre de la ciudad por el de Charlotteville en honor de la reina Carlota. Sin embargo el nombre de Roseau logró sobrevivir al cambió y acabó imponiéndose frente al nuevo, aunque la ciudad también se llamaba en ocasiones Newtown (Ciudad Nueva). En el siglo XVIII, Roseau tan solo abarcaba lo que es ahora el barrio de su casco antiguo, y a principios del siglo XXI, aproximadamente tan solo una séptima parte de la población de la ciudad vive en él. Newtown y Potter's Ville, los antiguos suburbios, fueron creados entre finales del siglo XVIII y principios del siglo XIX. Otro suburbio, Goodwill, fue establecido en los años 1950. Fue a partir de esa década cuando la ciudad experimento un mayor crecimiento urbanístico y demográfico con la llegada de habitantes de las zonas rurales en busca de trabajo.
Dentro del contexto de las luchas franco-británicas por hacerse con el control del Caribe, y por lo tanto, también de Dominica, la ciudad fue destruida por un incendio en 1781. y tomada e incendiada de nuevo por los franceses en 1805.
La ciudad fue arrasada en 1979 por el huracán David, por lo que tuvo que ser reconstruida prácticamente en su totalidad. El barrio de Bath Estate fue creado a principios de los años 1980. Desde entonces, diversas nuevas barriadas - como Stock Farm, Castle Comfort y Wall House - han sido construidos alrededor de los ya existentes. Algunos barrios más antiguos como Fond Cole y Canefield pertenecen hoy en día al área semiurbana que está alrededor de Roseau.

## Geografía y localización

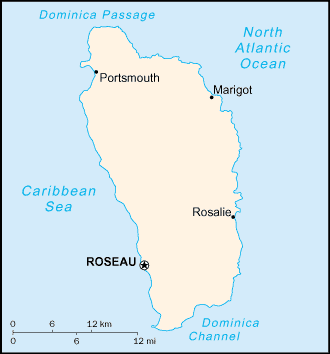
Localización de Roseau en la isla de Dominica.

Roseau se encuentra en la Parroquia de Saint George (Saint George), la más poblada del país, y de la que también es la capital. Localizada a 15°18′N 61°23′O / 15.300, -61.383, se encuentra en la costa suroeste del país. La ciudad está bañada por el mar Caribe, lo que le permite disponer de un importante puerto, tanto para las transacciones comerciales como para la llegada de cruceros turísticos. Está rodeada del mar Caribe y la elevación del Morne Bruce, desde donde se puede ver una vista panorámica de la ciudad, siendo una de las pocas zonas llanas de la zona. Roseau está situada en la desembocadura del río Roseau o río de la Reina (Queen's), que cruza la ciudad, siendo uno de los ríos más largos que cruzan las capitales de los estados caribeños.

## Suburbios
La ciudad de Roseau cuenta con 13 suburbios o barrios:
- Barcelona Estate
- Belle Vue Rawle
- Castle Comfort
- Copthall
- Elmshall
- Fond Colé
- Goodwill
- Kings Hill
- Newtown (ex Charlotteville)
- Claro de Luna
- Stock Farm
- New Iberia
- Yam Piece

## Clima
| Parámetros climáticos promedio de Roseau | Parámetros climáticos promedio de Roseau | Parámetros climáticos promedio de Roseau | Parámetros climáticos promedio de Roseau | Parámetros climáticos promedio de Roseau | Parámetros climáticos promedio de Roseau | Parámetros climáticos promedio de Roseau | Parámetros climáticos promedio de Roseau | Parámetros climáticos promedio de Roseau | Parámetros climáticos promedio de Roseau | Parámetros climáticos promedio de Roseau | Parámetros climáticos promedio de Roseau | Parámetros climáticos promedio de Roseau | Parámetros climáticos promedio de Roseau |
| Mes                                      | Ene.                                     | Feb.                                     | Mar.                                     | Abr.                                     | May.                                     | Jun.                                     | Jul.                                     | Ago.                                     | Sep.                                     | Oct.                                     | Nov.                                     | Dic.                                     | Anual                                    |
| ---------------------------------------- | ---------------------------------------- | ---------------------------------------- | ---------------------------------------- | ---------------------------------------- | ---------------------------------------- | ---------------------------------------- | ---------------------------------------- | ---------------------------------------- | ---------------------------------------- | ---------------------------------------- | ---------------------------------------- | ---------------------------------------- | ---------------------------------------- |
| Temp. máx. media (°C)                    | 28                                       | 28                                       | 29                                       | 30                                       | 31                                       | 32                                       | 33                                       | 32                                       | 32                                       | 31                                       | 30                                       | 29                                       | 30.4                                     |
| Temp. media (°C)                         | 24                                       | 25                                       | 26                                       | 26                                       | 26                                       | 27                                       | 28                                       | 27                                       | 27                                       | 26                                       | 26                                       | 25                                       | 26.1                                     |
| Temp. mín. media (°C)                    | 21                                       | 21                                       | 22                                       | 23                                       | 23                                       | 24                                       | 25                                       | 25                                       | 24                                       | 23                                       | 22                                       | 21                                       | 22.8                                     |
| Precipitación total (mm)                 | 33                                       | 30                                       | 53                                       | 99                                       | 116                                      | 144                                      | 216                                      | 200                                      | 155                                      | 106                                      | 63                                       | 44                                       | 1259                                     |
| Fuente: BBC Weather 2007                 |                                          |                                          |                                          |                                          |                                          |                                          |                                          |                                          |                                          |                                          |                                          |                                          |                                          |
| Fuente n.º 2: MSN.com                    |                                          |                                          |                                          |                                          |                                          |                                          |                                          |                                          |                                          |                                          |                                          |                                          |                                          |

## Demografía
Evolución demográfica:
| 16 000                     | 16 038 | 16 582 |
| (Fuente: [cita requerida]) |        |        |

## Economía
Roseau exporta productos tropicales como limas, jugo de lima, aceites esenciales, frutas y verduras tropicales, naranjas, cacao, copra y especias. La ciudad es el principal centro comercial y turístico del país. En ella se encuentran ubicadas la mayoría de las principales empresas y agencias del país, siendo la sede de numerosas empresas de turismo, y del sector terciario en general. También sirve de base para el rodaje de películas en los numerosos escenarios naturales con los que cuenta la isla.
La mayoría de las entidades bancarias presentes en Dominica tienen su sede u oficina en Roseau. Así, en Roseau se encuentra la sede del Banco Nacional de Dominica o NBD,National Bank of Dominica -primer banco de Dominica-. En la ciudad también se encuentran presentes el The Bank of Nova Scotia, el First Caribbean International Bank, el Royal Bank of Canada, el AID Bank (Dominica Agricultural Industrial Development Bank) y el Eastern Caribbean Central Bank Agency.

## Arquitectura

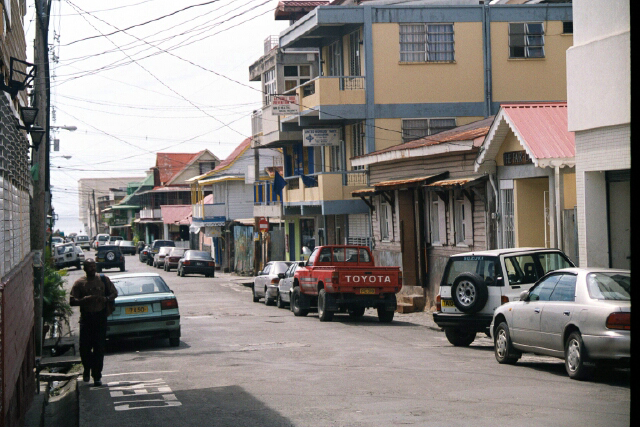
Calle de Roseau.

El distrito central o casco antiguo (Central district) está repleto de numerosas casas de pequeñas dimensiones, y solo unos pocos espacios verdes se abren entre las edificaciones. Muestra un estilo arquitectónico mezcla de construcciones modernas, sobre todo en la zona del Bayfront, frente al puerto, junto con edificios de poca altura de estilo colonial francés y británico, y de estilo criollo, hechas de madera y con sus típicos balcones y celosías.
Roseau está distribuida en pequeñas manzanas de edificios, siendo el tamaño de las manzanas bastante menor comparado con el de otra capitales vecinas como Kingstown o Castries. La ciudad fue construida con una distribución cuadriculada.

## Patrimonio
Roseau es el principal centro de turismo del país. La ciudad cuenta con playas de arena negra de origen volcánico como uno de sus mayores atractivos turísticos.
Los edificios religiosos más representativos son el templo de la iglesia anglicana de St. George's.
- La Catedral católica de Roseau, construida sobre una colina con piedra volcánica, sede de la diócesis. La construcción de la catedral, de estilo románico-gótico, fue comenzada sobre 1800 y se terminó en 1916.[12] La catedral se construyó sobre una capilla de 1730 edificada por el sacerdote francés Guillaume Martel. El templo fue llamado en un principio Notre-Dame du Bon Port du mouillage de Roseau (Nuestra Señora del Buen Puerto del fondeadero de Roseau), pero tras la conquista británica el nombre le fue cambiado.[3]

En cuanto a zonas verdes o ajardinadas destacan los Jardines Botánicos y los jardines de la State House, siendo Roseau un caso excepcional en este sentido, ya que no es habitual que haya espacios verdes de este tamaño en zonas tan céntricas en las otras capitales del Caribe.
- El Fort Young Hotel: Otro de los edificios más importantes, no solo de Roseau sino de toda Dominica es el Fort Young Hotel. Se trata de un hotel en el que se realizan diversas actividades culturales situado en lo que fue un fuerte francés de 1720. El fuerte fue tomado por los británicos en 1761 y servía para proteger el embarcadero. Toma su nombre en honor de Sir William Young, gobernador de Dominica entre 1770 y 1773.[13]

- El Old Market Plaza y el New Market: En la ciudad hay numerosas tiendas, pero los lugares de venta más importantes son el Old Market Plaza, situado donde se localizaba el antiguo mercado de esclavos, y el New Market, donde los sábados por la mañana se pueden adquirir frutas y verduras de la zona, y donde los viernes se celebra el mercado de pescado.

En las cercanías de la ciudad se localizan fuentes termales. Otro de sus atractivos turísticos es el buceo con tubo en la playa de Champagne Beach, donde se produce un burbujeo del agua en los fondos marinos.
A 8,9 km al noroeste de la ciudad, en el valle del río Roseau, en el pueblo de Trafalgar, se encuentra el paraje de las cascadas conocidas como Trafalgar Falls. Se trata del mayor atractivo natural de la isla. Cuenta con dos cascadas, la mayor de ella de unos 38 metros de altura, y la segunda, de unos 23 metros.
Otro de los atractivos naturales, el Titou Gorge, también en el valle del Roseau, se encuentra a unos 9 kilómetros al noreste de Roseau, en Laudat. Se trata una piscina natural en la base de unas cascadas y cubierta por vegetación.
Otra cascada, la Emerald pool, se encuentra a unos 13 kilómetros al noreste de Roseau. Se trata de una cascada de 12 metros y una piscina natural con un fácil acceso.
Numerosos turistas acuden a Roseau en busca de un buen lugar para pescar o donde contemplar cachalotes.

### Jardines Botánicos
Los Jardines Botánicos, conocidos popularmente como the Gardens, fueron creados en 1891 por el gobierno de la Corona británica cuando Dominica aún era parte del Imperio Británico con el objetivo de proporcionar semillas a los agricultores de la isla. Este espacio semiabierto, es el único espacio de este tipo abierto a los ciudadanos y visitantes de la ciudad, está situado en el Morne Bruce y reúne unas condiciones climáticas favorables para el crecimiento de plantas tropicales. En 1889 se compraron a William Davies 40 acres de unos terrenos de plantaciones de caña de azúcar en Bath Estate, en el Morne Bruce. El conservador de los jardines, Henri Green empezó la plantación de los jardines un año más tarde, en 1890. En 1982 se hizo cargo de los jardines Joseph Jones. En los jardines se pueden diferenciar dos zonas. La primera de ellas cuenta con plantas ornamentales y la segunda sirve para desarrollar plantas para la agricultura local. Las distintas plantas de los jardines eran traídas de todas partes del mundo, ya que éste dependía del Jardín Botánico Real de Kew. Se pueden ver ejemplares del loro imperial, loro que solo se encuentra en la isla. Una de las atracciones de los jardines son los restos de un autobús que cochó con un enorme baobab, que resta de esa forma desde el paso del huracán David, huracán que en el transcurso de ocho horas destruyó la mayor parte de los jardines y de los árboles más antiguos y de mayor tamaño.
Entre 1960 y 1970, los jardines tenían uno de los campos de cricket con mejor reputación de todo el Caribe. Los jardines fueron visitados por la reina Isabel II de Inglaterra y el duque Felipe de Edimburgo en 1966 y 1985. Los jardines son usados también para celebraciones religiosas, cabalgatas y desfiles y otros eventos culturales y de recreo.

## Infraestructuras

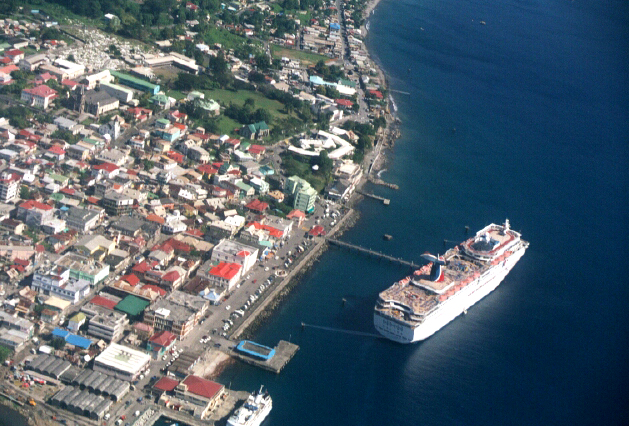
Foto aérea de Roseau en la que puede verse su puerto abierto.

En Roseau se encuentran los edificios del gobierno del país, así como los consulados extranjeros en Dominica. La ciudad cuenta con los tres principales puertos marítimos del país, que sirven para el comercio y transporte de mercancías, y para el amarra de cruceros turísticos o embarcaciones de recreo. El situado en Woodbridge Bay se encuentra a unos 2 kilómetros al norte de la ciudad, mientras que el Roseau Ferry Terminal y el Cruise Ship Berth se encuentran en el Bayfront, a poca distancia del centro de la ciudad.
La ciudad cuenta con los servicios del aeropuerto de Canefield, situado en la localidad del mismo nombre, a 5,8 km de Roseau, que permite vuelos regionales. Para los vuelos de mayor duración, Roseau se sirve del Aeropuerto Douglas–Charles, anteriormente conocido como Aeropuerto Melville Hall, situado al norte de Marigot, en el noreste de la isla, que permite vuelos internacionales vía Antigua, Barbados, San Martín, Guadalupe y Martinica.
El Hospital de Roseau, el Princess Margaret, es uno de los tres con los que cuenta el país, y cuenta con una cámara hiperbárica de descompresión para posibles accidentes en la práctica de submarinismo, deporte muy practicado por los turistas.

### Transporte
La ciudad cuenta con numerosas empresas de alquiler de vehículos y taxis, y con un servicio de autobuses y microbuses que conectan la ciudad con el resto de la isla.

## Arte y cultura

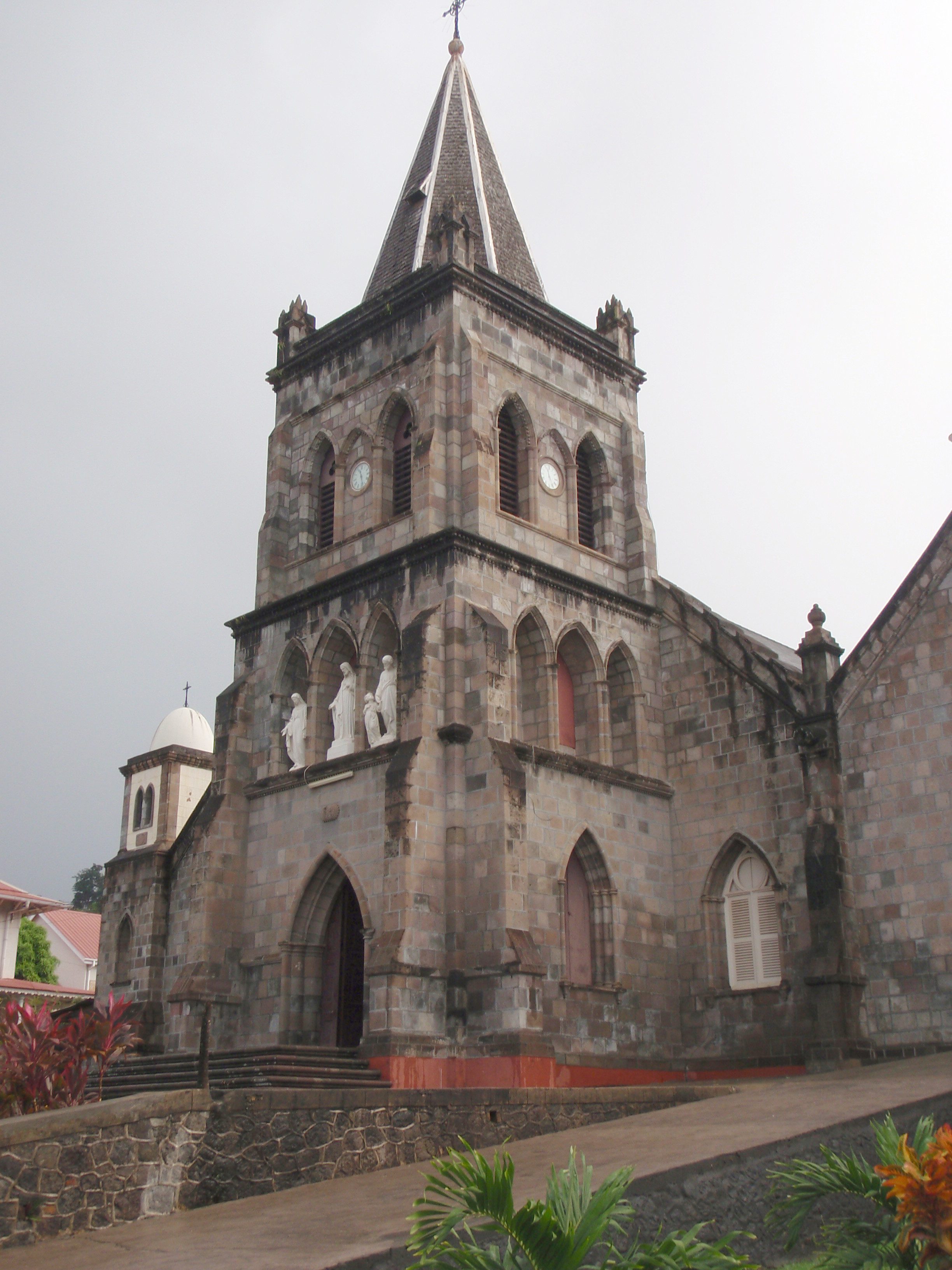
Catedral de Roseau, Dominica.

### Celebraciones y acontecimientos
En Roseau se celebran varios festivales y festividades, algunos de ellos compartidos con el resto del país, otros exclusivos de la ciudad. Entre ellos destacan el Festival mundial de mísica criolla de Dominica (Dominica's World Creole Music Festival), celebrado anualmente en el país.
Las celebraciones nacionales por la Independencia del país también se producen en la capital. Las celebraciones duran cuatro semanas en octubre y noviembre, y cuentan con varios días señalados como Kwèyòl Day, Heritage Day, y National Day. Diferentes actividades como desfiles, música en vivo o mercadillos en los Jardines Botánicos o en otros lugares sirven para amenizar las celebraciones.
En 2004 se celebró en Roseau la reunión del Grupo de Trabajo para la Organización Panamericana de la Salud y el encuentro celebrado por la Unesco para la Educación Superior en América Latina y el Caribe (IESALC).

### Museos
El Museo de la Dominica (Dominica Museum), situado en la antigua oficina de correos y junto al Old Market, el antiguo mercado de esclavos, donde se muestra historia y la vida en la isla desde el periodo colonial hasta la actualidad, así como la historia geológica de la isla, y el Victoria Memorial Museum, son las principales ofertas culturales de la ciudad.

### Deportes
En Roseau se celebran los acontecimientos deportivos más importantes del país. Así, la selección de fútbol de Dominica disputa sus partidos como local en el estadio de Windsor Park, con capacidad para 6000 espectadores. Uno de los principales deportes, el cricket, cuenta con un terreno de juego en los mismos Jardines Botánicos, siendo este uno de los principales del país.
Roseau sirve de base para la celebración de algunas de las actividades del Dominica's Dive Fest, organizado por la Dominica Watersports Association.

### Educación
La Universidad de las Indias Occidentales (The University of the West Indies) tiene un centro en Roseau, el The Dominica University Centre.

### Religión
La población de Roseau es mayoritariamente cristiana y en la ciudad conviven tanto católicos, como anglicanos y metodistas. Roseau es la sede episcopal de la diócesis católica de Roseau, que engloba a toda Dominica además de las islas cercanas de Montserrat, Antigua, Saint Kitts, Saint Croix y Saint Thomas. Es parte de la arquidiócesis de Castries en Santa Lucía, habiendo sido declarada diócesis separada del entonces Vicariato Apostólico de Trinidad (hoy arquidiócesis de Puerto España) 1850 por el papa Pío IX.

## Medios de comunicación
En Roseau se encuentran la mayor parte de medios de comunicación del país. La ciudad cuenta con varias publicaciones periódicas y diarios, algunos en formato electrónico, como The Chronicle, The Dominican.net, Dominica News, News-Dominica.com, The Times (edición de Dominica), Washington Post: Dominica, D-Eco Magazine, Domnitjen Magazine y The Sun Newspaper. En Roseau se encuentran las emisoras de radio Kairi FM, Q95FM o DBS Radio.